# Gustavia latifolia
Espèce
Synonymes
- Japarandiba latifolia (Miers) Nied.[1]

Statut de conservation UICN

 CR (needs updating) B1+2c : 
En danger critique
Gustavia latifolia est une espèce de plantes à fleurs du genre Gustavia de la famille des Lecythidaceae endémique de Colombie.